# Castellanos de Castro
Castellanos de Castro település Spanyolországban, Burgos tartományban. Castellanos de Castro Iglesias, Hontanas és Sasamón községekkel határos. Lakosainak száma 46 fő (2024).

## Népesség
A település népessége az utóbbi években az alábbiak szerint változott:
| Lakosok száma | 69   | 63   | 58   | 54   | 52   | 50   | 50   | 51   | 49   | 46   |
|               | 2001 | 2004 | 2006 | 2009 | 2011 | 2014 | 2016 | 2019 | 2021 | 2024 |